# نیکیتا سالوگور
نیکیتا سالوگور (روسی: Никита Леонтьевич Салогор؛ ۱۵ اوت ۱۹۰۱ – ۲۴ ژوئن ۱۹۸۲) سیاستمدار اهل مولداوی بود.
نیکیتا سالوگور در ۲۴ ژوئن ۱۹۸۲، در سن ۸۰ سالگی درگذشت.
وی همچنین برندهٔ جوایزی همچون نشان پرچم سرخ و نشان انقلاب اکتبر شده‌است.